# Informazioni aggiuntive su DES
In questa voce si possono trovare alcune tabelle di associazione utilizzate dal cifrario a blocchi Data Encryption Standard (DES).
Tutti i bit e i byte, indicati in questo documento, sono ordinati in modalità big endian, ossia il bit numero 1 è sempre quello più significativo.

## Permutazione iniziale (IP)
| 58 | 50 | 42 | 34 | 26 | 18 | 10 | 2 |
| 60 | 52 | 44 | 36 | 28 | 20 | 12 | 4 |
| 62 | 54 | 46 | 38 | 30 | 22 | 14 | 6 |
| 64 | 56 | 48 | 40 | 32 | 24 | 16 | 8 |
| 57 | 49 | 41 | 33 | 25 | 17 | 9  | 1 |
| 59 | 51 | 43 | 35 | 27 | 19 | 11 | 3 |
| 61 | 53 | 45 | 37 | 29 | 21 | 13 | 5 |
| 63 | 55 | 47 | 39 | 31 | 23 | 15 | 7 |

Questa tabella mostra le permutazioni iniziali (Initial permutation in inglese da cui IP) effettuate su un blocco di 64 bit. Si legge in questo modo: il primo bit in output è preso dal cinquantottesimo bit di input, il secondo bit da cinquantesimo e così via fino all'ultimo bit che corrisponde al settimo bit di input.
Per motivi di leggibilità, questa permutazione è stata rappresentata in forma di tabella; ma è ovviamente un vettore, non una matrice.

## Permutazione finale (IP-1)
| 40 | 8 | 48 | 16 | 56 | 24 | 64 | 32 |
| 39 | 7 | 47 | 15 | 55 | 23 | 63 | 31 |
| 38 | 6 | 46 | 14 | 54 | 22 | 62 | 30 |
| 37 | 5 | 45 | 13 | 53 | 21 | 61 | 29 |
| 36 | 4 | 44 | 12 | 52 | 20 | 60 | 28 |
| 35 | 3 | 43 | 11 | 51 | 19 | 59 | 27 |
| 34 | 2 | 42 | 10 | 50 | 18 | 58 | 26 |
| 33 | 1 | 41 | 9  | 49 | 17 | 57 | 25 |

La permutazione finale (Final permutation in inglese) è l'inverso della permutazione iniziale. La tabella deve essere letta in modo analogo.

## Espansione (E)
| 32 | 1  | 2  | 3  | 4  | 5  |
| 4  | 5  | 6  | 7  | 8  | 9  |
| 8  | 9  | 10 | 11 | 12 | 13 |
| 12 | 13 | 14 | 15 | 16 | 17 |
| 16 | 17 | 18 | 19 | 20 | 21 |
| 20 | 21 | 22 | 23 | 24 | 25 |
| 24 | 25 | 26 | 27 | 28 | 29 |
| 28 | 29 | 30 | 31 | 32 | 1  |

La funzione di espansione (Expansion function in inglese) si applica in modo analogo alle permutazioni illustrate precedentemente. Da notare che alcuni bit in input sono duplicati in output, ad esempio il quinto bit di input è duplicato sia nel sesto sia nell'ottavo bit in uscita. In questo modo un semiblocco di 32 bit è espanso a 48 bit.

## Permutazione (P)
| 16 | 7  | 20 | 21 |
| 29 | 12 | 28 | 17 |
| 1  | 15 | 23 | 26 |
| 5  | 18 | 31 | 10 |
| 2  | 8  | 24 | 14 |
| 32 | 27 | 3  | 9  |
| 19 | 13 | 30 | 6  |
| 22 | 11 | 4  | 25 |

La permutazione P (Permutation in inglese) scambia i bit di un semiblocco di 32 bit.

## Scelta di permutazione 1 (PC-1)
| Sinistra |    |    |    |    |    |    |
| 57       | 49 | 41 | 33 | 25 | 17 | 9  |
| 1        | 58 | 50 | 42 | 34 | 26 | 18 |
| 10       | 2  | 59 | 51 | 43 | 35 | 27 |
| 19       | 11 | 3  | 60 | 52 | 44 | 36 |
| Destra   |    |    |    |    |    |    |
| 63       | 55 | 47 | 39 | 31 | 23 | 15 |
| 7        | 62 | 54 | 46 | 38 | 30 | 22 |
| 14       | 6  | 61 | 53 | 45 | 37 | 29 |
| 21       | 13 | 5  | 28 | 20 | 12 | 4  |

La funzione scelta di permutazione 1 (Permuted choice 1 in inglese) utilizza le due tabelle "sinistra" e "destra" per estrarre i bit della chiave crittografica che formano le sottochiavi per la relativa sezione dello stato di schedulazioni delle chiavi (key-schedule state). solo i primi 56 bit della chiave di 64 bit vengono effettivamente utilizzati i rimanenti sono utilizzati come bit di parità.

## Scelta di permutazione 2 (PC-2)
| 14 | 17 | 11 | 24 | 1  | 5  |
| 3  | 28 | 15 | 6  | 21 | 10 |
| 23 | 19 | 12 | 4  | 26 | 8  |
| 16 | 7  | 27 | 20 | 13 | 2  |
| 41 | 52 | 31 | 37 | 47 | 55 |
| 30 | 40 | 51 | 45 | 33 | 48 |
| 44 | 49 | 39 | 56 | 34 | 53 |
| 46 | 42 | 50 | 36 | 29 | 32 |

La funzione scelta di permutazione 2 (Permuted choice 2 in inglese) seleziona una sottochiave di 48 bit per ciascun round dalla chiave di 56 bit dello key-schedule state.

## S-box
| S1     | S1     | S1     | S1     | S1     | S1     | S1     | S1     | S1     | S1     | S1     | S1     | S1     | S1     | S1     | S1     | S1     |
|        | x0000x | x0001x | x0010x | x0011x | x0100x | x0101x | x0110x | x0111x | x1000x | x1001x | x1010x | x1011x | x1100x | x1101x | x1110x | x1111x |
| ------ | ------ | ------ | ------ | ------ | ------ | ------ | ------ | ------ | ------ | ------ | ------ | ------ | ------ | ------ | ------ | ------ |
| 0yyyy0 | 14     | 4      | 13     | 1      | 2      | 15     | 11     | 8      | 3      | 10     | 6      | 12     | 5      | 9      | 0      | 7      |
| 0yyyy1 | 0      | 15     | 7      | 4      | 14     | 2      | 13     | 1      | 10     | 6      | 12     | 11     | 9      | 5      | 3      | 8      |
| 1yyyy0 | 4      | 1      | 14     | 8      | 13     | 6      | 2      | 11     | 15     | 12     | 9      | 7      | 3      | 10     | 5      | 0      |
| 1yyyy1 | 15     | 12     | 8      | 2      | 4      | 9      | 1      | 7      | 5      | 11     | 3      | 14     | 10     | 0      | 6      | 13     |
| S2     |        |        |        |        |        |        |        |        |        |        |        |        |        |        |        |        |
|        | x0000x | x0001x | x0010x | x0011x | x0100x | x0101x | x0110x | x0111x | x1000x | x1001x | x1010x | x1011x | x1100x | x1101x | x1110x | x1111x |
| 0yyyy0 | 15     | 1      | 8      | 14     | 6      | 11     | 3      | 4      | 9      | 7      | 2      | 13     | 12     | 0      | 5      | 10     |
| 0yyyy1 | 3      | 13     | 4      | 7      | 15     | 2      | 8      | 14     | 12     | 0      | 1      | 10     | 6      | 9      | 11     | 5      |
| 1yyyy0 | 0      | 14     | 7      | 11     | 10     | 4      | 13     | 1      | 5      | 8      | 12     | 6      | 9      | 3      | 2      | 15     |
| 1yyyy1 | 13     | 8      | 10     | 1      | 3      | 15     | 4      | 2      | 11     | 6      | 7      | 12     | 0      | 5      | 14     | 9      |
| S3     |        |        |        |        |        |        |        |        |        |        |        |        |        |        |        |        |
|        | x0000x | x0001x | x0010x | x0011x | x0100x | x0101x | x0110x | x0111x | x1000x | x1001x | x1010x | x1011x | x1100x | x1101x | x1110x | x1111x |
| 0yyyy0 | 10     | 0      | 9      | 14     | 6      | 3      | 15     | 5      | 1      | 13     | 12     | 7      | 11     | 4      | 2      | 8      |
| 0yyyy1 | 13     | 7      | 0      | 9      | 3      | 4      | 6      | 10     | 2      | 8      | 5      | 14     | 12     | 11     | 15     | 1      |
| 1yyyy0 | 13     | 6      | 4      | 9      | 8      | 15     | 3      | 0      | 11     | 1      | 2      | 12     | 5      | 10     | 14     | 7      |
| 1yyyy1 | 1      | 10     | 13     | 0      | 6      | 9      | 8      | 7      | 4      | 15     | 14     | 3      | 11     | 5      | 2      | 12     |
| S4     |        |        |        |        |        |        |        |        |        |        |        |        |        |        |        |        |
|        | x0000x | x0001x | x0010x | x0011x | x0100x | x0101x | x0110x | x0111x | x1000x | x1001x | x1010x | x1011x | x1100x | x1101x | x1110x | x1111x |
| 0yyyy0 | 7      | 13     | 14     | 3      | 0      | 6      | 9      | 10     | 1      | 2      | 8      | 5      | 11     | 12     | 4      | 15     |
| 0yyyy1 | 13     | 8      | 11     | 5      | 6      | 15     | 0      | 3      | 4      | 7      | 2      | 12     | 1      | 10     | 14     | 9      |
| 1yyyy0 | 10     | 6      | 9      | 0      | 12     | 11     | 7      | 13     | 15     | 1      | 3      | 14     | 5      | 2      | 8      | 4      |
| 1yyyy1 | 3      | 15     | 0      | 6      | 10     | 1      | 13     | 8      | 9      | 4      | 5      | 11     | 12     | 7      | 2      | 14     |
| S5     |        |        |        |        |        |        |        |        |        |        |        |        |        |        |        |        |
|        | x0000x | x0001x | x0010x | x0011x | x0100x | x0101x | x0110x | x0111x | x1000x | x1001x | x1010x | x1011x | x1100x | x1101x | x1110x | x1111x |
| 0yyyy0 | 2      | 12     | 4      | 1      | 7      | 10     | 11     | 6      | 8      | 5      | 3      | 15     | 13     | 0      | 14     | 9      |
| 0yyyy1 | 14     | 11     | 2      | 12     | 4      | 7      | 13     | 1      | 5      | 0      | 15     | 10     | 3      | 9      | 8      | 6      |
| 1yyyy0 | 4      | 2      | 1      | 11     | 10     | 13     | 7      | 8      | 15     | 9      | 12     | 5      | 6      | 3      | 0      | 14     |
| 1yyyy1 | 11     | 8      | 12     | 7      | 1      | 14     | 2      | 13     | 6      | 15     | 0      | 9      | 10     | 4      | 5      | 3      |
| S6     |        |        |        |        |        |        |        |        |        |        |        |        |        |        |        |        |
|        | x0000x | x0001x | x0010x | x0011x | x0100x | x0101x | x0110x | x0111x | x1000x | x1001x | x1010x | x1011x | x1100x | x1101x | x1110x | x1111x |
| 0yyyy0 | 12     | 1      | 10     | 15     | 9      | 2      | 6      | 8      | 0      | 13     | 3      | 4      | 14     | 7      | 5      | 11     |
| 0yyyy1 | 10     | 15     | 4      | 2      | 7      | 12     | 9      | 5      | 6      | 1      | 13     | 14     | 0      | 11     | 3      | 8      |
| 1yyyy0 | 9      | 14     | 15     | 5      | 2      | 8      | 12     | 3      | 7      | 0      | 4      | 10     | 1      | 13     | 11     | 6      |
| 1yyyy1 | 4      | 3      | 2      | 12     | 9      | 5      | 15     | 10     | 11     | 14     | 1      | 7      | 6      | 0      | 8      | 13     |
| S7     |        |        |        |        |        |        |        |        |        |        |        |        |        |        |        |        |
|        | x0000x | x0001x | x0010x | x0011x | x0100x | x0101x | x0110x | x0111x | x1000x | x1001x | x1010x | x1011x | x1100x | x1101x | x1110x | x1111x |
| 0yyyy0 | 4      | 11     | 2      | 14     | 15     | 0      | 8      | 13     | 3      | 12     | 9      | 7      | 5      | 10     | 6      | 1      |
| 0yyyy1 | 13     | 0      | 11     | 7      | 4      | 9      | 1      | 10     | 14     | 3      | 5      | 12     | 2      | 15     | 8      | 6      |
| 1yyyy0 | 1      | 4      | 11     | 13     | 12     | 3      | 7      | 14     | 10     | 15     | 6      | 8      | 0      | 5      | 9      | 2      |
| 1yyyy1 | 6      | 11     | 13     | 8      | 1      | 4      | 10     | 7      | 9      | 5      | 0      | 15     | 14     | 2      | 3      | 12     |
| S8     |        |        |        |        |        |        |        |        |        |        |        |        |        |        |        |        |
|        | x0000x | x0001x | x0010x | x0011x | x0100x | x0101x | x0110x | x0111x | x1000x | x1001x | x1010x | x1011x | x1100x | x1101x | x1110x | x1111x |
| 0yyyy0 | 13     | 2      | 8      | 4      | 6      | 15     | 11     | 1      | 10     | 9      | 3      | 14     | 5      | 0      | 12     | 7      |
| 0yyyy1 | 1      | 15     | 13     | 8      | 10     | 3      | 7      | 4      | 12     | 5      | 6      | 11     | 0      | 14     | 9      | 2      |
| 1yyyy0 | 7      | 11     | 4      | 1      | 9      | 12     | 14     | 2      | 0      | 6      | 10     | 13     | 15     | 3      | 5      | 8      |
| 1yyyy1 | 2      | 1      | 14     | 7      | 4      | 10     | 8      | 13     | 15     | 12     | 9      | 0      | 3      | 5      | 6      | 11     |

In questa tabella sono illustrate le 8 S-box utilizzate nel DES. Ciascuna S-box sostituisce un input di 6 bit con un output di 4 bit. Per una descrizione completa del meccanismo di sostituzione si veda S-box.

## Rotazioni nel the key-schedule
| Round numero | Rotazioni a sinistra |
| ------------ | -------------------- |
| 1            | 1                    |
| 2            | 1                    |
| 3            | 2                    |
| 4            | 2                    |
| 5            | 2                    |
| 6            | 2                    |
| 7            | 2                    |
| 8            | 2                    |
| 9            | 1                    |
| 10           | 2                    |
| 11           | 2                    |
| 12           | 2                    |
| 13           | 2                    |
| 14           | 2                    |
| 15           | 2                    |
| 16           | 1                    |

Prima della selezione delle sottochiavi nei round, ciascuna metà delle chiavi è ruotata a sinistra di 1 o 2 bit come indicato in questa tabella.